# Râul Sârma
Râul Sârma este un curs de apă, afluent al râului Doamna. 

## Hărți
- Harta Munții Tarcău  Arhivat în 22 februarie 2010, la Wayback Machine.